# Ямниця (Підкарпатське воєводство)
Ямниця (пол. Jamnica) — село в Польщі, у гміні Ґрембув Тарнобжезького повіту Підкарпатського воєводства.
Населення — 652 особи (2011).
У 1975-1998 роках село належало до Тарнобжезького воєводства.

## Демографія
Демографічна структура станом на 31 березня 2011 року:
|          | Загалом | Допрацездатний вік | Працездатний вік | Постпрацездатний вік |
| -------- | ------- | ------------------ | ---------------- | -------------------- |
| Чоловіки | 350     | 70                 | 230              | 50                   |
| Жінки    | 302     | 53                 | 166              | 83                   |
| Разом    | 652     | 123                | 396              | 133                  |